# 清華大學水池式反應器
清華大學水池式反應器（英語：Tsing Hua Open-pool Reactor）是國立清華大學的一座研究用核子反應爐，位於臺灣新竹市東區清華大學校本部。由通用原子設計，於1958年開始建造、1961年4月13日首次達到臨界，同年12月2日正式啟用。
清華大學水池式反應器是中華民國第一座、亞洲第二座投入使用的核子反應爐，也是台灣目前唯一仍在運轉中的核反應爐。除了研究教學與生產放射性同位素等用途，還能進行硼中子捕獲治療。

## 歷史

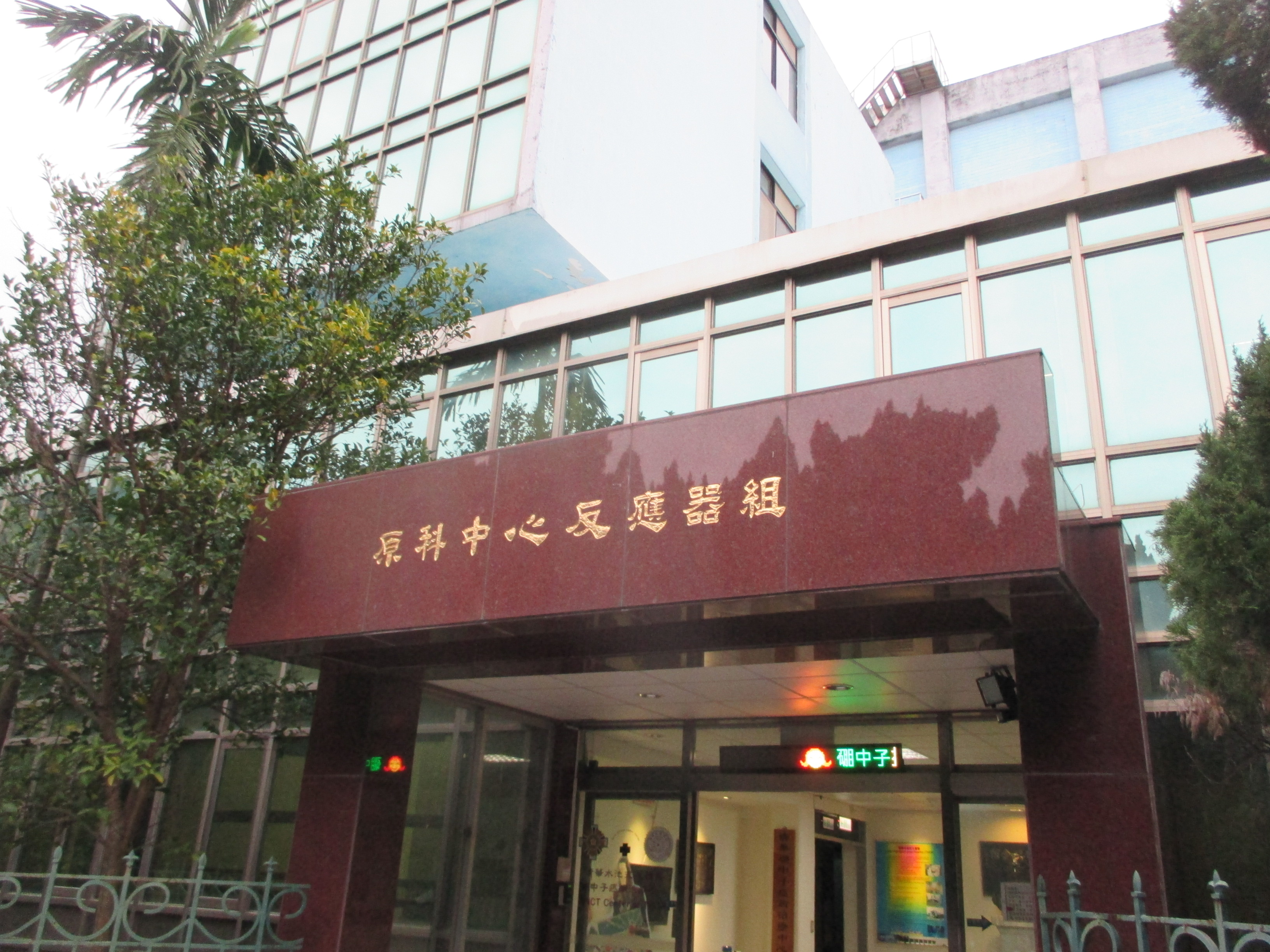
國立清華大學原科中心

1953年，美國總統德怀特·艾森豪威尔於聯合國大會第八屆會議提出「原子和平用途」的主張，並宣布願向世界分享核子技術後，中華民國政府隨即向美國提出支援核子技術的請求。1955年7月18日兩國簽署《中華民國政府與美利堅合眾國政府民用原子能合作協定》，美國以「原子和平用途」政策方針為基礎輸出核子技術，並協助中華民國建造第一座核子反應爐。同年8月12日，中華民國總統蔣中正召開國防會議，決定由籌備復校的國立清華大學負責核能研究，拍板將第一座核子反應爐建造於清華大學校園內。
1956年清大在新竹市復校，起初僅設原子科學研究所。同年與美國阿岡國家實驗室簽約，由該實驗室設計製造一座小型核子反應爐，然而考量對放射性同位素的製造能力，在1958年3月改向通用電氣（奇異）子公司通用原子訂購TRIGA反應爐。
1958年5月24日，在時任中華民國副總統陳誠與美國駐中華民國大使莊萊德的共同主持下，位於清華大學校內的反應爐基地於舉辦破土典禮。5月29日，美國原子能委員會主席路易斯·史特勞斯宣布美國將提供35萬美元的援助支應所需經費，12月9日建築工程正式展開。在建造期間，總統蔣中正、菲律賓總統卡洛斯·賈西亞及來自泰國的考察團均曾到清大校內參觀相關設施的建造情形。清華大學水池式反應器的裝設工作在1961年2月大抵告成，然而原定於同月落成的整體工程因機件延誤交件而延宕，2月7日，美國原子能委員會正式交付首批500磅由通用原子製造的鈾燃料，並由泛美航空及民航空運公司承運至台灣。
1961年4月13日20時03分，清華大學水池式反應器首次達到臨界，成為中華民國第一座、亞洲第二座投入使用的核子反應爐，同年12月2日在行政院副院長王雲五的主持下正式啟用，1962年10月，達到首次全功率運轉。清華大學水池式反應器的啟用對於中華民國的核子發展具有極大的意義，落成後總統蔣中正、物理學家袁家騮、吳健雄夫婦等人均曾前往參觀，交通部郵政總局亦於1961年至1962年間發行紀念郵票。除了研究及實驗用途外，清華大學水池式反應器亦具有放射性同位素的製造能力，可生產18種放射性同位素，除供國內使用外並曾出口至東南亞國家。
清大的原子能科技設備與人員均歸原子科學技術發展中心所轄，該中心原先隸屬於原子科學院原子科學研究所，自1984年從原科所獨立為校級中心，1993年後改屬研究發展處管轄。

## 設計建造

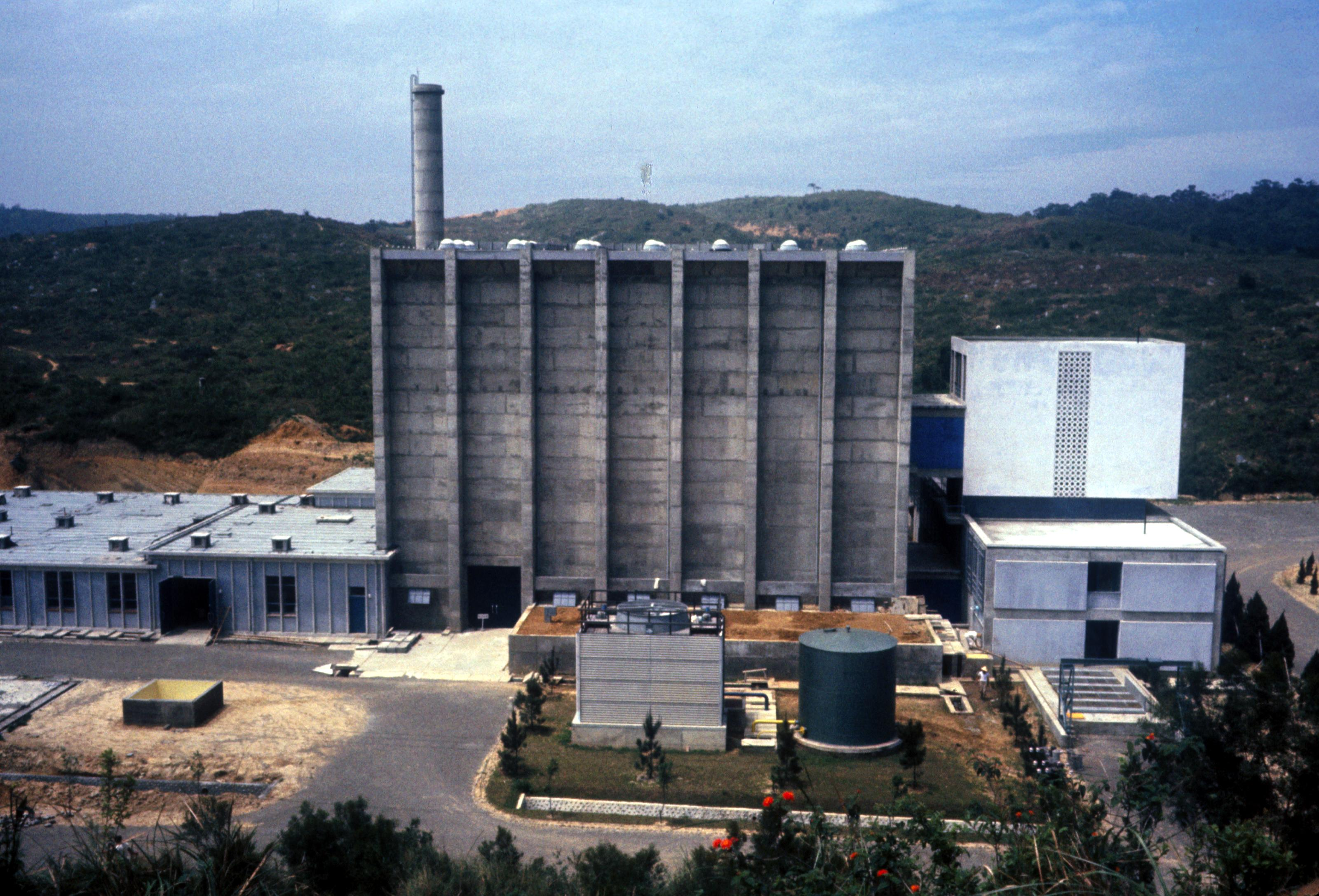
清華大學水池式反應器實驗館，又名梅貽琦紀念館

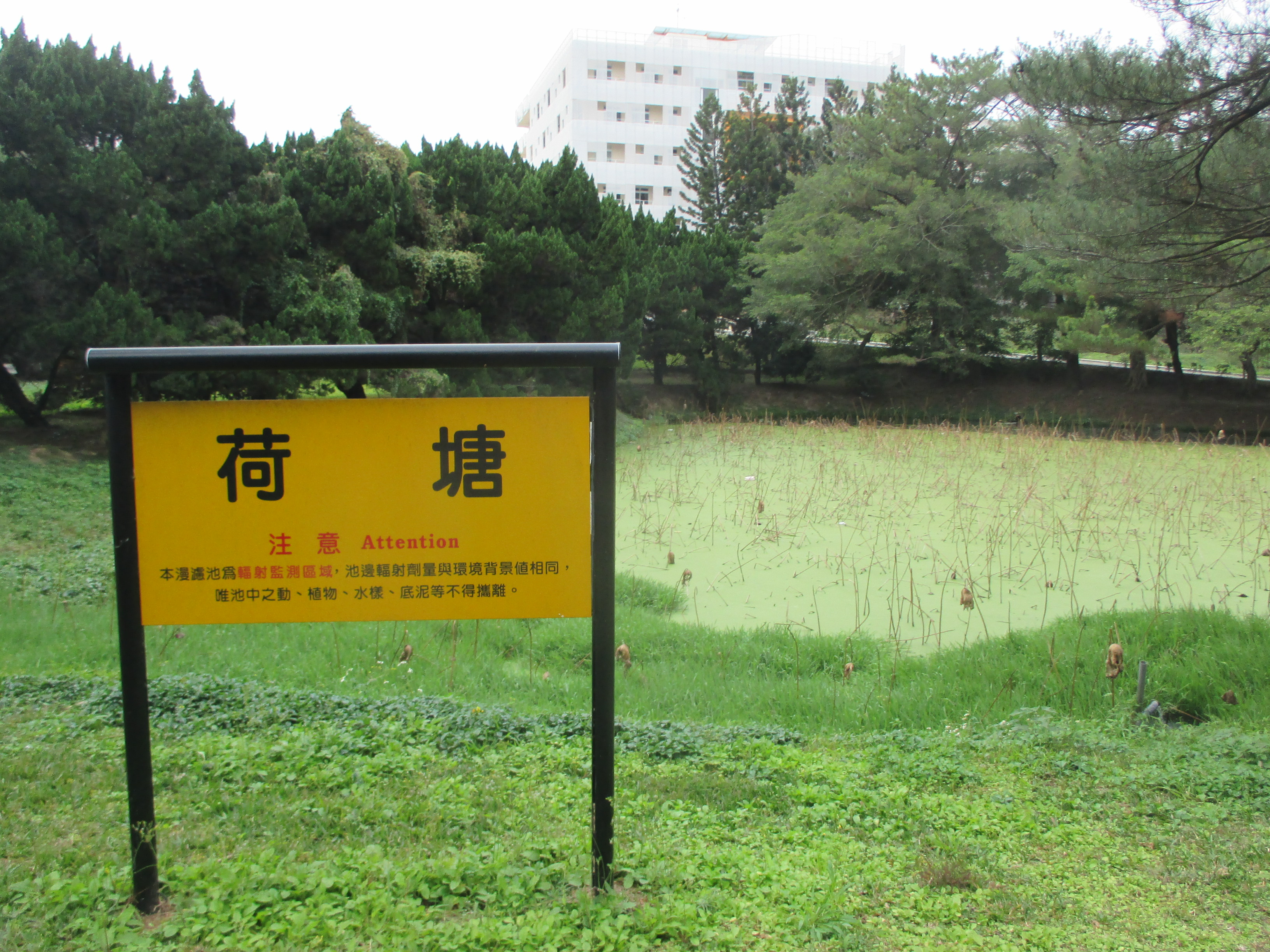
設置於反應器前方的冷卻池（荷塘）兼具環境監測功能

清華大學水池式反應器本體由奇異公司位於美國加利福尼亞州的電力裝備部製造，屬TRIGA系列核子反應爐，初始額定功率為1MW，1998年後提升為2 MW，爐心體積為15x18x25英吋大，位於用以阻絕輻射的10公尺深的水池中，內注有8萬6,000加侖的冷水，周圍以8呎厚的混凝土保護，特點是運轉時可直接觀察到契忍可夫輻射的光輝，建造時採用特殊的冰水降溫工法，以減少混凝土乾燥收縮產生的裂縫。，其土木工程部分由清大校友張昌華建築師設計、大陸工程營造，機械裝置則由中國石油公司、台灣電力公司、臺灣鋁業公司分別派員操作並得到經濟部聯合工業研究所的協助，是臺灣第一次由產官學界合作的成果。
清華大學水池式反應器的造價約200萬美元，由清華大學藉由庚子賠款孳息、借款及美國政府援助支應。反應器裝置於為其建造的5層樓高的原子爐實驗館大樓內，大樓建造成本約新台幣1,400萬元，於1963年時改名為「梅貽琦紀念館」以紀念清大在台復校首任校長物理學家梅貽琦。

## 醫療用途
1992年起清華大學原子科學院與原科中心組成研究團隊，規劃設計改建水池式反應器為可執行硼中子捕獲治療的設施。2001年，國家科學委員會通過清大申請「改建THOR做為BNCT醫療設施」整合型研究計畫。2004年完工，反應器原有之熱中子柱改建成為超熱中子束，並興建中子照射治療室、監控室等配套設施。2010年起與京都大學及台北榮民總醫院合作，展開硼中子捕獲治療的臨床試驗，用以治療頭頸癌、腦癌等癌症患者；2023年6月，衛生福利部頒發「清大中子放射照射系統」醫療器材許可證，使其成為世界上第一個正式投入臨床治療的硼中子捕獲治療設施。

## 除役計畫
清華大學曾於清華大學水池式反應器啟用屆30年之際計畫將其除役，並投入新台幣8億元新造一座5MW功率的核子反應爐取而代之，然而因反對聲浪過大而作罷，改為更新零件延長儀器壽命。該反應器於1961年啟用，其運轉執照有效期限為40年（即2001年屆滿），然其已多次延長運轉期限迄今。